# Michel Marot (architecte)
Pour les articles homonymes, voir Michel Marot et Marot.
Michel Marot (né à Troyes le 29 janvier 1926 et mort le 23 août 2021 à Paris) est un architecte français.

## Biographie
Entré en 1945 à l'École nationale supérieure des beaux-arts, il est diplômé en 1950. Après son diplôme, il part étudier à Harvard. Il obtint le Prix de Rome à son retour en 1954 pour le programme « Un centre de recherches africaines à Kano, dans le Nigéria britannique ». Il séjourne à la Villa Médicis de janvier 1955 à avril 1958.
Il est lauréat du prix de l'Équerre d'argent en 1963 pour l’église Sainte-Agnès à Fontaine-les-Grès dans l’Aube. En bon prix de Rome, il est nommé Architecte en chef des bâtiments civils et palais nationaux et chargé à ce titre de l'Arc de triomphe ou encore des Archives nationales. Il a réalisé le plan du secteur sauvegardé de Troyes en 1964 ainsi que celui du Marais avec Louis Arretche. Il fonde en 1959 le cabinet MTA avec son associé Daniel Tremblot. Parmi ses œuvres les plus célèbres, on peut citer l'église Saint-Agnès dans l'Aube en 1956 ou encore la villa Arson à Nice en 1970. Il a été enseignant à l'École nationale supérieure des beaux-arts à partir de 1965 et chef d'atelier ainsi que président de la Société française des architectes.
L'église de Fontaine-les-Grès est inscrite au titre des monuments historiques depuis le 31 mai 2010.
La promotion 2010 des nouveaux membres du conseil régional de l'ordre des architectes de Champagne-Ardenne est baptisée du nom de l'architecte[réf. nécessaire].

## Principales réalisations
- 1956 : église Sainte-Agnès à Fontaine-les-Grès (Aube) (labellisée patrimoine du XXe siècle)[7],[8].
- 1958-1966 : immeubles de 127 logements et centre commercial quai Saint-Antoine et rue Mercière à Lyon
- 1965 : église Saint-François d'Assise à Champagne-sur-Seine (Seine-et-Marne)
- 1964-1969 : plan général d'urbanisme du quartier du Chaudron à Saint-Denis département de La Réunion
- 1965-1972 : Villa Arson (école des beaux arts et centre d'art contemporain) à Nice (labellisée patrimoine du XXe siècle)[9],[10].
- 1966-1980 : immeubles de 318 logements de l'îlot du Gros-Raisin à Troyes (Aube)
- 1967 : immeubles du siège-social de la société Dumez, 325 avenue Clemenceau à Nanterre (Hauts-de-Seine)
- 1968 : église Saint-Jean-Bosco à Meaux (Seine-et-Marne)
- 1969-1971 : Domaine de la Verboise à Garches (Hauts-de-Seine) pour l'Union des Assurances de Paris, scindé en 8 copropriétés à partir de 1986.
- 1969-1993 : Marina Baie des Anges à Villeneuve-Loubet (Alpes-Maritimes), collaborateur de André Minangoy et Jean Marchand (labellisée patrimoine du XXe siècle)[11],[12]
- 1980-1984 : ensembles d'immeubles (bureaux, logements et hôtel) rue Berger, quartier des Halles, dans le 1er arrondissement de Paris[13]
- 1985 : passerelle du Parc du Val-Joly à Eppe-Sauvage (Nord)[14]